# Almașu
Almașu (Hongaars: Váralmás) is een Roemeense gemeente in het district Sălaj.
Almașu telt 2237 inwoners. De gemeente bestaat uit 9 dorpjes; Almaşu, Băbiu (Bábony), Cutiş (Kiskökényes), Jebucu (Zsobok), Mesteacănu (Almásnyíres), Petrinzel (Kispetri), Sfăraş (Farnas), Stana (Sztána) en Ţăudu (Cold).

## Demografie
Jebucu, Stana en Petrinzel hebben een Hongaarse meerderheid, in Sfăraş is dit bijna 50/50, deze kernen maken onderdeel uit van de streek Kalotaszeg.
In totaal wonen er 725 Hongaren in de gemeente. Ze vormen een minderheid van 32%.
In Stana woonde de beroemde Hongaarse architect Károly Kós die een boek schreef over de streek Kalotaszeg.

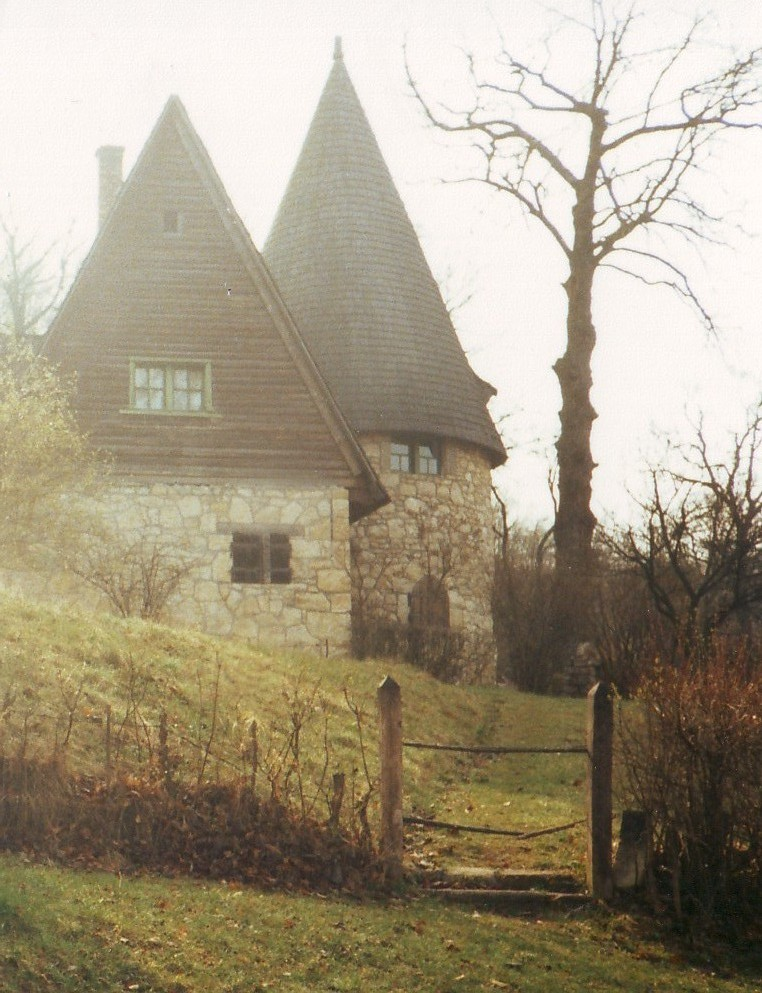
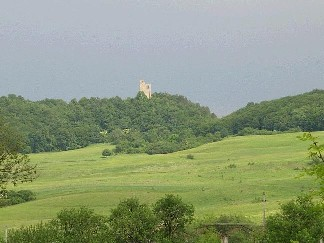